# Lepidagathis gracilis
Lepidagathis gracilis är en akantusväxtart som först beskrevs av Cornelis Eliza Bertus Bremekamp, och fick sitt nu gällande namn av D.C. Wasshausen. Lepidagathis gracilis ingår i släktet Lepidagathis och familjen akantusväxter. Inga underarter finns listade i Catalogue of Life.